# Wilhelm Häffner
Wilhelm Häffner (* 25. September 1863 oder 28. September 1862 in Crailsheim; † 23. April 1936 in Böblingen) war ein württembergischer Politiker und Oberamtmann.

## Leben
Häffner, Sohn eines Färbereibesitzers und evangelischer Konfession, studierte von 1880 bis 1884 Rechtswissenschaften in Tübingen und Berlin. 1886 legte er die erste und 1887 die zweite höhere Dienstprüfung ab. Er war Mitglied der Studentenverbindung AV Virtembergia Tübingen.
Von 1887 bis 1890 war er stellvertretender Amtmann an den Oberämtern Stuttgart, Cannstatt, Oberamt Spaichingen und Ulm. Danach war er von 1890 bis 1891 Amtmann beim Oberamt Ulm, von 1891 bis 1894 Polizeikommissär beim Stadtpolizeiamt Stuttgart und von 1894 bis 1895 Amtmann beim Oberamt Schorndorf. Anschließend war er von 1895 bis 1900 Kollegialhilfsarbeiter und seit 1899 Regierungsassessor bei der Regierung des Neckarkreises in Ludwigsburg.
Er leitete das Oberamt Mergentheim von 1900 bis 1901 als Oberamtsverweser und von 1901 bis 1905 als Oberamtmann. Danach war er bis 1914 bei der Regierung des Neckarkreises als Regierungsrat (ab 1905) und Oberregierungsrat (seit 1912) tätig.
Von 1905 bis 1912 gehörte er für den Oberamtsbezirk Mergentheim der Zweiten Kammer des württembergischen Landtags an.
1914 trat er freiwillig in den Dienst bei der Militärverwaltung (Landwehrbataillon Ludwigsburg) ein. Von 1915 bis 1928 war er bei der Zentralstelle für die Landwirtschaft tätig. Danach war er von 1928 bis 1929 Ministerialrat beim Wirtschaftsministerium in Stuttgart, wobei er im Staatsministerium verwendet wurde. 1929 trat er in den Ruhestand.

## Ehrungen
1909 wurde er mit dem Ritterkreuz I. Klasse des Friedrichs-Ordens ausgezeichnet und 1915 mit dem Ritterkreuz I. Klasse mit Schwertern des Friedrichs-Ordens.